# Lista de colônias alemãs no Espírito Santo
Esta é uma lista das colônias alemãs do Estado do Espírito Santo:
- Colônia Santa Isabel - 1847[1]
- Colônia Leopoldina - 1848[2][3]
- Colônia Santa Leopoldina - 1857[4]
- Colônia do Rio Novo - 1866[5]